# 日経ものづくり
『日経ものづくり』（にっけいものづくり）は、日経BP社が発行する月刊誌であり、日本の製造業の技術者へ向けた総合情報誌である。2004年4月創刊、毎月1日発行。変遷前誌は「日経メカニカル」。
一部売価格は1,400円。購読料は一年（12冊）が12,000円、3年（36冊）が26,000円。
一般の書店では置かれていないため、購入するためには日経BP社に直接申し込む必要がある。

## 概要
キャッチコピーは「日経ものづくりは、日本の製造業の競争力強化を支援します」

## 変遷
- 1977年　「日経メカニカル」創刊（隔週発行）
- 1997年11月号より月刊化
- 2002年1月号より「D&M　日経メカニカル」に名称変更
- 2004年4月号より「日経デジタル・エンジニアリング」と統合して「日経ものづくり」創刊